# Finlay River
Der Finlay River ist ein 402 km langer Fluss im nordamerikanischen Kanada in British Columbia und bildet in seinem Lauf den Übergang von den nördlich gelegenen Cassiar Mountains zu den südlich gelegenen Omineca Mountains.
Der Fluss, ursprünglich Finlay's Branch benannt, ist nach dem Entdecker und Pelzhändler John Finlay benannt. Dieser bereiste den Fluss 1797, nachdem er zuvor 1793 Teilnehmer an Alexander MacKenzies Expedition bei der ersten Durchquerung Nordamerikas nördlich von Mexiko gewesen war.

## Flusslauf
Der Fluss, der zum Flusssystem des Mackenzie River gehört, entspringt direkt östlich der kontinentalen Wasserscheide im Übergangsgebiet der Cassiar Mountains und fließt von dort aus anfangs in östlicher Richtung, später in südsüdöstlicher Richtung zum Williston Lake; dieser wird durch den Peace River entwässert.
All dies geschieht in einer riesigen, fast menschenleeren Hochgebirgsgegend, durch die auch heute noch keine Straße führt. Sie wird nur von ein paar Indianern in kleinen Ansiedlungen bewohnt. Das Einzugsgebiet des Finlay Rivers umfasste ursprünglich 43.000 km². Mit dem Bau des W.-A.-C.-Bennett-Staudamms und der Entstehung des Stausees Williston Lake haben sich die Flusslänge und die Fläche des Einzugsgebiets erheblich verringert. Letztere misst nun etwa 22.000 km².

## Der tatsächliche Quellfluss des Mackenzie
Von allen Zuflüssen des Mackenzie Rivers ist die Quelle des Finlay River am weitesten von der Mackenzie-Mündung an der Beaufortsee entfernt. Daher kann der Finlay River, der zwar bei weitem nicht der längste Zu- bzw. Nebenfluss des Mackenzie River ist, als dessen tatsächlicher Quellfluss betrachtet werden. Er bildet somit den Finlay–Peace–Slave–Mackenzie-Flusslauf.